# Esclat (pel·lícula)
Esclat (títol original: Outbreak) és una pel·lícula estatunidenca de catàstrofes de 1995, dirigida per Wolfgang Petersen. El film conta la història d'una epidèmia de virus mortal introdueix accidentalment a la petita ciutat de Cedar Creek (2.500 habitants, ciutat imaginària) de Califòrnia (Estats Units). Ha estat doblada al català.

## Argument
Un virus hemorràgic mortal, el virus Motaba, és introduït a Califòrnia per un mico importat del Zaire, es propaga a la velocitat del llamp a la ciutat de Cedar Creek, amenaçant així el continent americà. El primer a pressentir el terrible perill és el coronel Sam Daniels que lluita per impedir que aquest virus aniquili la totalitat de la població, mentre que l'exèrcit es prepara per arrasar la petita ciutat.
El mico portador de la malaltia, que ha desenvolupat una resistència, és capturat poc abans la destrucció de la ciutat. Ràpidament, un antisèrum és posat a punt cosa que permet de salvar les persones afectades.
El virus fictici Motaba s'ha inspirat en el Virus d'Ebola. El film ha tingut més ressonància que el 1995, quan hi va haver una nova epidèmia d'Ebola a Kikwit, en República Democràtica del Congo.

## Repartiment
- Dustin Hoffman: el coronel Sam Daniels
- Rene Russo: Robby Keough
- Morgan Freeman: el general Billy Ford
- Kevin Spacey: Casey Schuler
- Donald Sutherland: el general Donald McClintock
- Cuba Gooding Jr.: el major Salt
- Gina Menza: Mrs. Jeffries
- J. T. Walsh: el secretari d'Estat a la Casa Blanca
- Dale Dye: el tinent-coronel Briggs
- Zakes Mokae: el metge Benjamin Iwabi
- Patrick Dempsey: Jimbo Scott
- Malick Bowens: el metge Raswani
- Susan Lee Hoffman: el metge Lisa Aronson
- Benito Martinez: el metge Juliol Ruiz
- Bruce Jarchow: el metge Mascelli
- Leland Hayward III: Henry Seward
- Daniel Chodos: Rudy Alvarez

## Premis
- 1995: Cercle de Crítics de Nova York: Millor actor de repartiment (Kevin Spacey)

## Crítica
- "Un cosí de l'ebola arriba a Amèrica i... el caos. Un caos que es manté fresc a lloms d'un thriller rutinari i efectiu... fins que el director es decideix pel més absurd i pedestre dels finals possibles"[3]
- "L'intent de crear un valent i gran personatge per a ell [Hoffman] no està gens aconseguit. (...) La poca profunditat de la pel·lícula també contribueix a la impressió de que cap problema és massa espinós com per ser resolt per herois de pel·lícula."[4]
- "Malgrat els símptomes inicials d'un thriller prometedor, aviat degenera en un afeblit misteri"[5]
- "Una de les grans històries aterridores dels nostres temps (...) Puntuació: ★★★½ (sobre 4)"[6]